# European Dyslexia Association
Die European Dyslexia Association (EDA) ist ein europäischer Dachverband von Vereinen, die sich um Angehörige und Personen mit Legasthenie und anderen Lernschwierigkeiten kümmern. Die gemeinnützige Organisation hat das Ziel, die Forschung und Bildung über Legasthenie voranzutreiben. Die Vereinigung wurde 1987 in Brüssel gegründet.

## Geschichte
Die Idee einer europaweiten Organisation von Legasthenieverbänden kam erstmals 1984 nach der Zusammenarbeit von Briten, Belgiern, Franzosen und Deutschen an einer gemeinsamen Studie auf. In den folgenden Jahren trieb diese Idee maßgeblich der Belgier Monsieur Marcel Seynave voran. Im Jahr 1986 trafen sich bei einem Vortrag von Albert Galaburda bei der belgischen Legasthenie-Organisation weitere Vertreter aus Frankreich und Deutschland. Diese beschlossen, eine europaweite Konferenz mit Galaburda stattfinden zu lassen. Dieser regte bei dieser Konferenz zum wissenschaftlichen und fachlichen Austausch die Gründung weiterführend an. Am 18. Oktober 1987 wurde die Gründung beschlossen. Erster Präsident wurde Marcel Seynave.
Im Dezember 1988 erkannte die Europäische Kommission die „European Dyslexia Association (EDA)“ offiziell als Nichtregierungsorganisation an, die Legasthenie und ihre spezifischen Lernschwierigkeiten vertritt.
Der Dachverband ist Mitglied in dem Europäischen Behinderten Forum (European Disability Forum - EDF) und hat Konsultierungsstatus in der International Federation of Library Associations and Institutions.

## Präsidenten der EDA
Die Amtszeit des EDA-Präsidenten beträgt 4 Jahre. Seit 2019 ist Rosie Bisset Präsidentin. Vize-Präsidenten sind Vincent Lochmann und Pernilla Söderberg.
| Amtszeit    | Name              | Nation                 |
| ----------- | ----------------- | ---------------------- |
| 1987 – 1993 | Marcel Seynave    | Belgien                |
| 1993 – 1999 | Robin Salter      | Vereinigtes Königreich |
| 1999 – 2000 | Gyda Skat Nielsen | Dänemark               |
| 2000 – 2006 | Alan Sayles       | Irland                 |
| 2006 – 2019 | Michael Kalmár    | Österreich             |
| 2019 – 2024 | Rosie Bisset      | Irland                 |

## Mitgliedsorganisationen der EDA
Die Vereinigung hat 24 vollwertige und weitere anhängende Mitgliedsorganisationen. Neben Mitgliedern in der EU hat die EDA auch Mitglieder in der Schweiz, San Marino, Norwegen, Türkei und Israel.
Liste von vollwertigen Mitgliedern:
Belgien
- Association des Parents d'Enfants à Difficulté d'Apprentissage (Vereinigung der Eltern von Kindern mit Lernschwierigkeiten)

Dänemark
- Ordblinde/Dysleksiforeningen i Danmark (Legasthenie-Vereinigung in Dänemark)

Deutschland
- Bundesverband Legasthenie und Dyskalkulie e.V.

Finland
- Erilaisten oppijoiden liitto/Förbunder för all inlärning (FINDER, Finnischer Verband der Diversen Lernenden)

Frankreich
- Fédération française des Dys (FFDys, Französische Föderation der Dys)
- Association Française de Parents d'Enfants en Difficulté d'Apprentissagedu langage écrit et oral (APEDA-France, Französische Vereinigung der Eltern von Kindern mit Lernbehinderungen in schriftlicher und mündlicher Sprache)

Griechenland
- Σύλλογος γονέων παιδιών με δυσλεξία και μαθησιακλες δυσκολίες Θεσσαλονίκης και Β. Ελλάδος (Vereinigung der Eltern von Kindern mit Legasthenie und Lernschwierigkeiten in Thessaloniki und Nordgriechenland)
- Ελληνική Εταιρία Δυσλεξίας (Griechische Gesellschaft für Legasthenie)

Irland
- Dyslexia Association of Ireland (DAI, Legasthenie-Vereinigung von Irland)

Italien
- Associazione Italiana Dislessia (AID, Italienische Legasthenie-Vereinigung)

Luxemburg
- Dyslexia and Special Education Needs (DYSPEL, Legasthenie und Bedarf an Sonderpädagogik)

Malta
- Malta Dyslexia Association (MDA, Maltesische Legasthenie-Assoziation)

Niederlande
- Landelijke Oudervereniging Balans (BALANS, Nationaler Elternverband Balans)

Norwegen
- Dysleksi Norge (Legasthenie Norwegen)

Österreich
- Österreichischer Bundesverband Legasthenie (ÖBVL)
- Steirischer Landesverband Legasthenie (STLL)

Polen
- Polskie Towarzystwo Dysleksji (PDA, Polnische Legasthenie-Vereinigung)

San Marino
- Associazione Sammarinese Dislessia (ASD, San Marino Legasthenie-Vereinigung)

Schweden
- Dyslexiförbundet (Die Schwedische Nationale Legasthenie-Vereinigung FMLS)

Schweiz
- Verband Dyslexie Schweiz (VDS)

Slowenien
- Bravo - društvo za pomoč otrokom in mladostnikom s specifičnimi učnimi težavami (BRAVO, Verein zur Unterstützung von Kindern und Jugendlichen mit besonderen Lernschwierigkeiten)

Spanien
- Associació Catalana Dislèxia I altres dificultats especifiques d'aprenentatge (ACD, Katalanische Legasthenie-Vereinigung)

Vereinigtes Königreich
- British Dyslexia Association (BDA)
- Dyslexia Scotland (Legasthenie Schottland)